# 高田村 (山梨県)
高田村（たかだむら）は山梨県西八代郡にあった村。現在の市川三郷町高田・印沢にあたる。

## 地理
- 河川：笛吹川

## 歴史
- 1889年（明治22年）7月1日 - 町村制の施行により、高田村、印沢村の区域をもって発足。
- 1954年（昭和29年）5月15日 - 市川大門町に編入。同日高田村廃止。
- 2005年（平成17年）10月1日 - 市川大門町が三珠町・六郷町と合併して市川三郷町が発足。

## 交通

### 鉄道路線
村域を日本国有鉄道身延線が通過したが、駅は所在しなかった。市川大門駅が至近に所在。

### 道路
- 国道140号